# سیارک ۹۵۱۰
سیارک ۹۵۱۰ (به انگلیسی: 9510 Gurnemanz، نامگذاری:5022T-3) نه هزار و پانصد و دهمین سیارک کشف شده‌است که در ۱۶ اکتبر ۱۹۷۷ کشف شد.
قدر مطلق سیارک برابر ۱۳٫۹۰ است.